# Родино (Тверская область)
Родино — деревня в Кимрском районе Тверской области. Входит в состав Приволжского сельского поселения.

## География
Находится в юго-восточной части Тверской области на расстоянии приблизительно 25 км на северо-восток по прямой от районного центра города Кимры в правобережной части района.

## История
Известна с 1635 года как деревня с 5 дворами. В 1851 году было 16 дворов. В 1859 году здесь (деревня Калязинского уезда Тверской губернии) было учтено 16 дворов.

## Население
Численность населения: 106 человек (1851 год), 124 (1859), 0 в 2002 году, 5 в 2010.